# Luftseilbahn Achadas da Cruz
| |          |                       |                       |
| Streckenlänge: | 0,620 km |                       |                       |
| |          |                       |                       |
| \| \| 0,62 \| Achadas da Cruz \| Achadas da Cruz \| \| \| \| \| \| \| \| 0,00 \| Fajã da Quebrada Nova \| Fajã da Quebrada Nova \| |          |                       |                       |
| U-Bahn-Kopfbahnhof Streckenanfang                                                                                                  | 0,62     | Achadas da Cruz       | Achadas da Cruz       |
| U-Bahn-Strecke |          |                       |                       |
| U-Bahn-Kopfbahnhof Streckenende | 0,00     | Fajã da Quebrada Nova | Fajã da Quebrada Nova |

Die Luftseilbahn Achadas da Cruz (portugiesisch: Teleférico da Achadas da Cruz) ist mit 98 Prozent Gefälle die steilste Luftseilbahn auf Madeira. Im Kreis Porto Moniz verbindet sie die auf der Klippe liegende Gemeinde Achadas da Cruz mit den am Ufer liegenden Gärten Fajã da Quebrada Nova.
Die Bahn wird von der Gemeinde Municipio Porto Moniz betrieben.

## Geschichte und Beschreibung
Die Bergstation der Seilbahn liegt zwei Kilometer nördlich des Ortszentrums von Achadas da Cruz an der Kreisstraße zwischen Porto Moniz und Ponta do Pargo. Die Seilbahn war Thema im Kommunalwahlkampf von Porto Moniz und sollte als Wahlversprechen den Bauern statt des gefährlichen und etwa 90 Minuten dauernden Fußweges zum Strand eine schnelle und ungefährliche Alternative bieten. Die Seilbahn wurde 2001 vom österreichischen Maschinenbauunternehmen Reisch in drei Wochen errichtet. Inzwischen ist die Seilbahn auch für Touristen zugänglich und wird von der Gemeinde offensiv vermarktet.
Aus technischer Sicht handelt es sich um eine Pendelbahn mit zwei Gondeln für jeweils sechs Personen bzw. 500 Kilogramm. Mit einer Streckenlänge von 620 Metern wird ein Höhenunterschied von 434 Metern überwunden. Bei einer horizontalen Länge von 441 Metern und einer einzigen Stütze weist die Strecke der Seilbahn ein Gefälle von 98 Prozent auf. Die Höchstgeschwindigkeit beträgt drei Meter pro Sekunde, was 10,8 km/h sind, die Fahrtzeit beträgt vier Minuten. Pro Stunde können 90 Personen befördert werden. Eigentümer und Betreiber der Seilbahn ist die Gemeinde Porto Moniz. Die Bahn verkehrt ganzjährig, die Betriebszeiten sind täglich von 8.00 bis 12.00 Uhr und von 13.00 bis 18.00 Uhr.

## Bilder

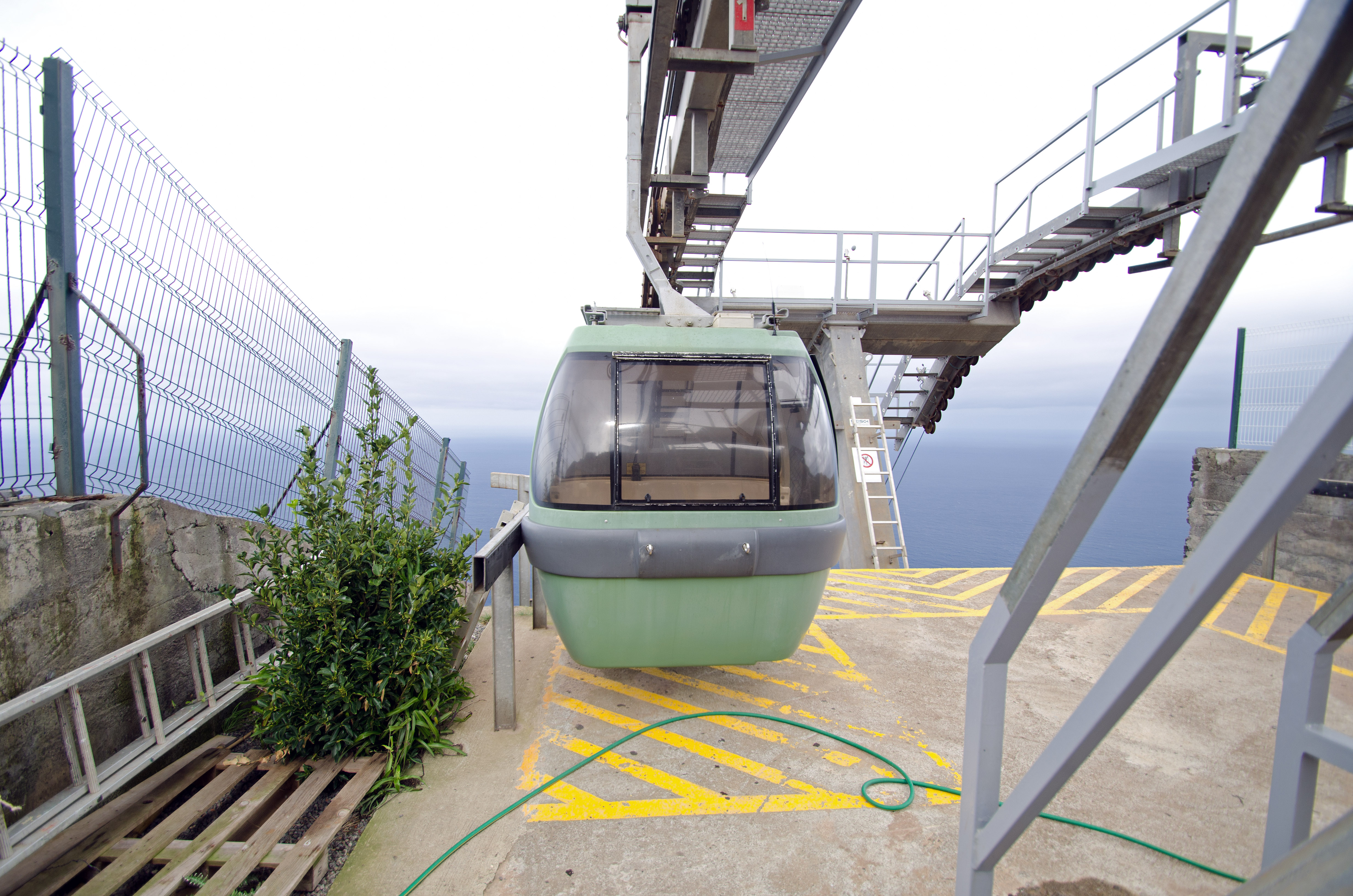
Kabine der Seilbahn an der Bergstation
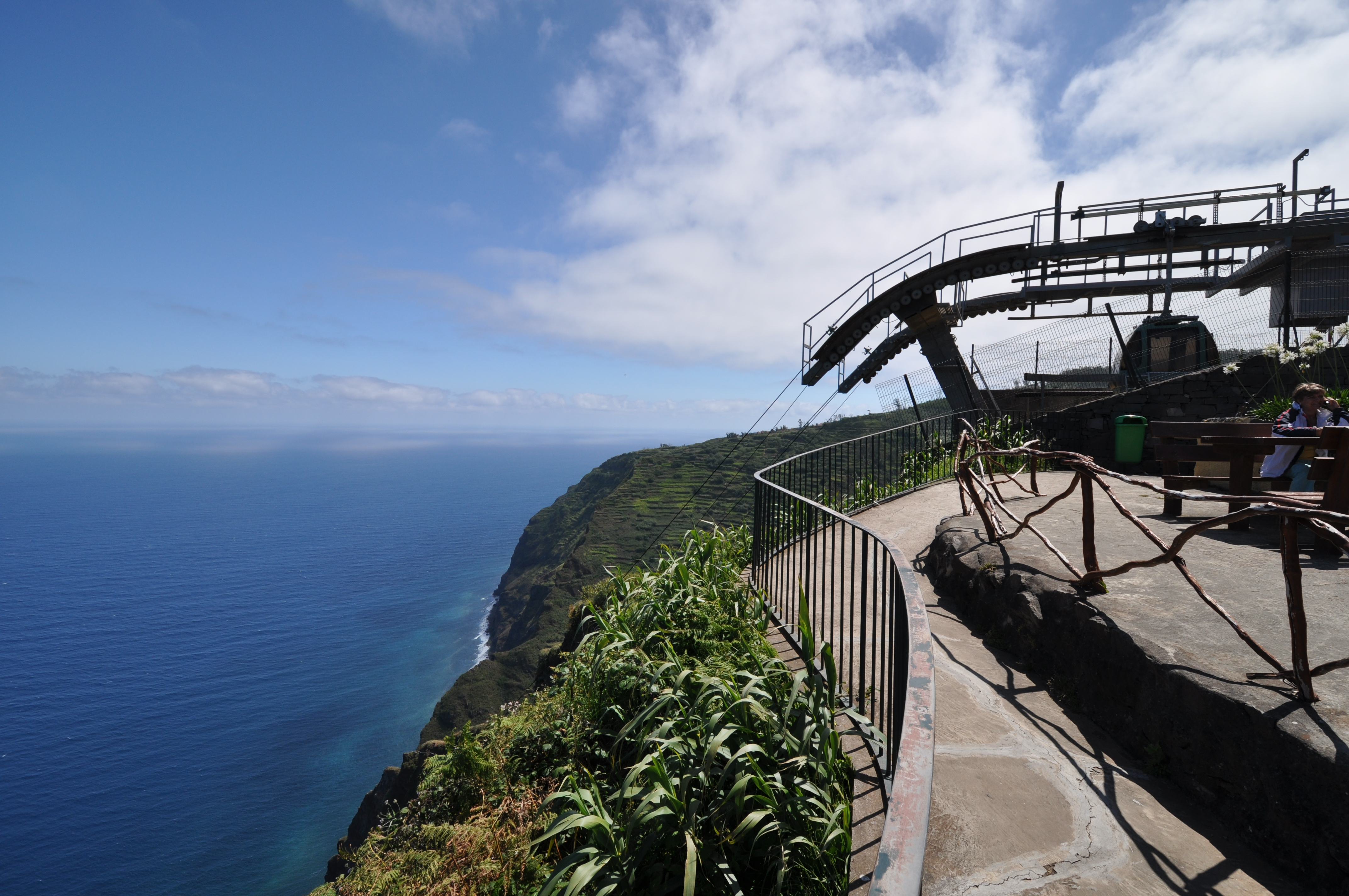
Bergstation mit der einzigen Stütze
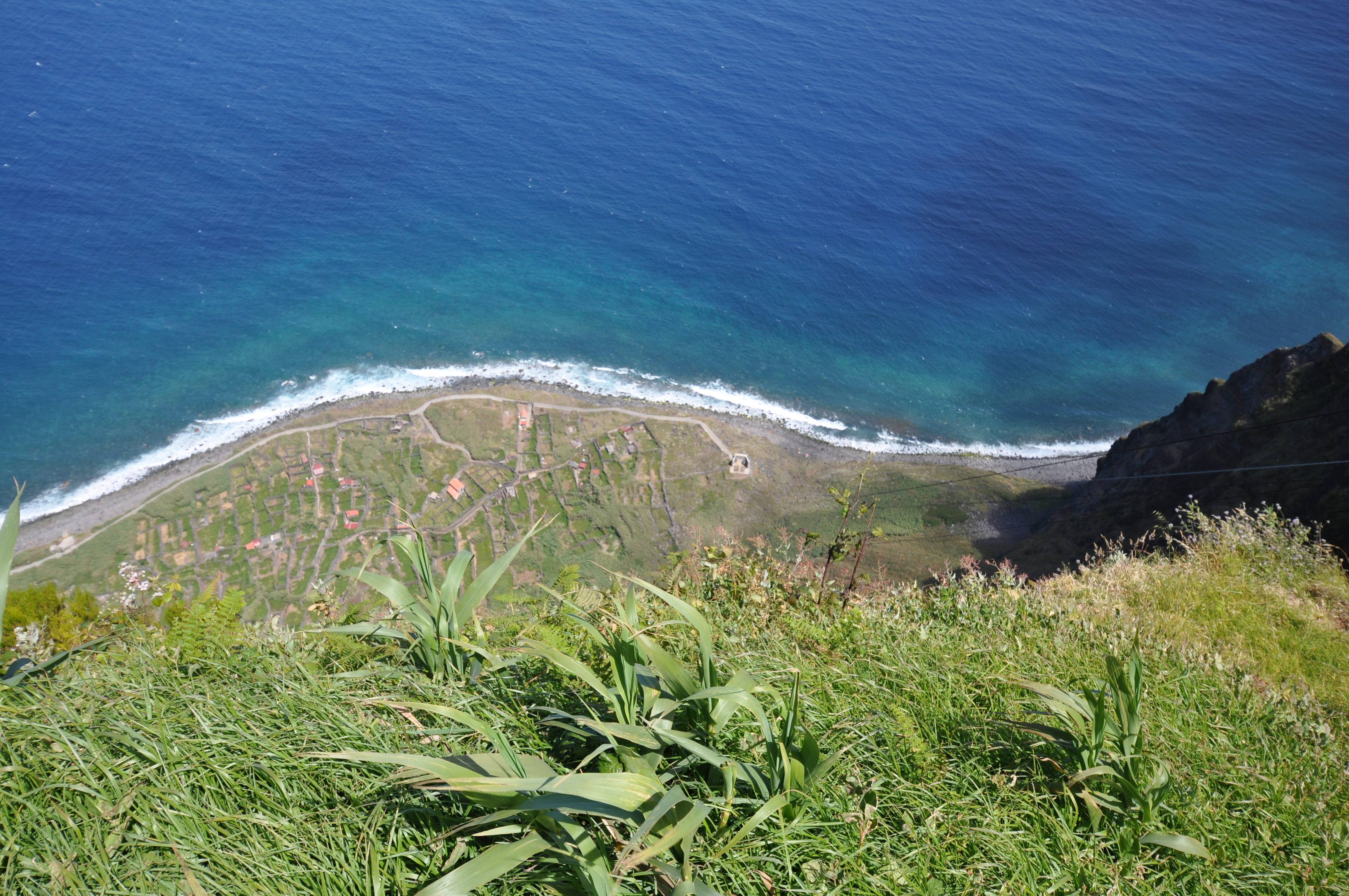
Blick von der Bergstation zur Talstation
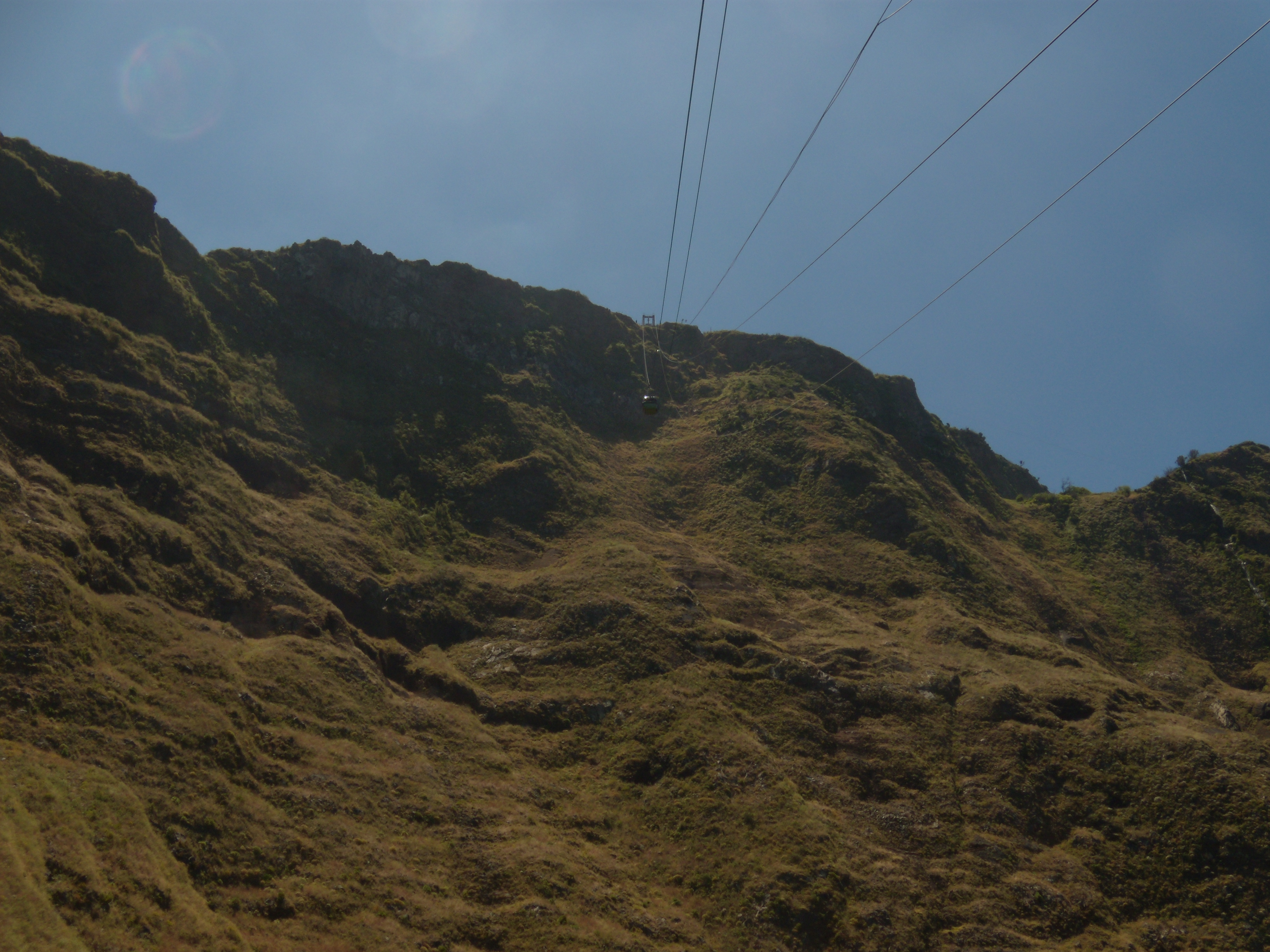
Blick von der Talstation zur Bergstation
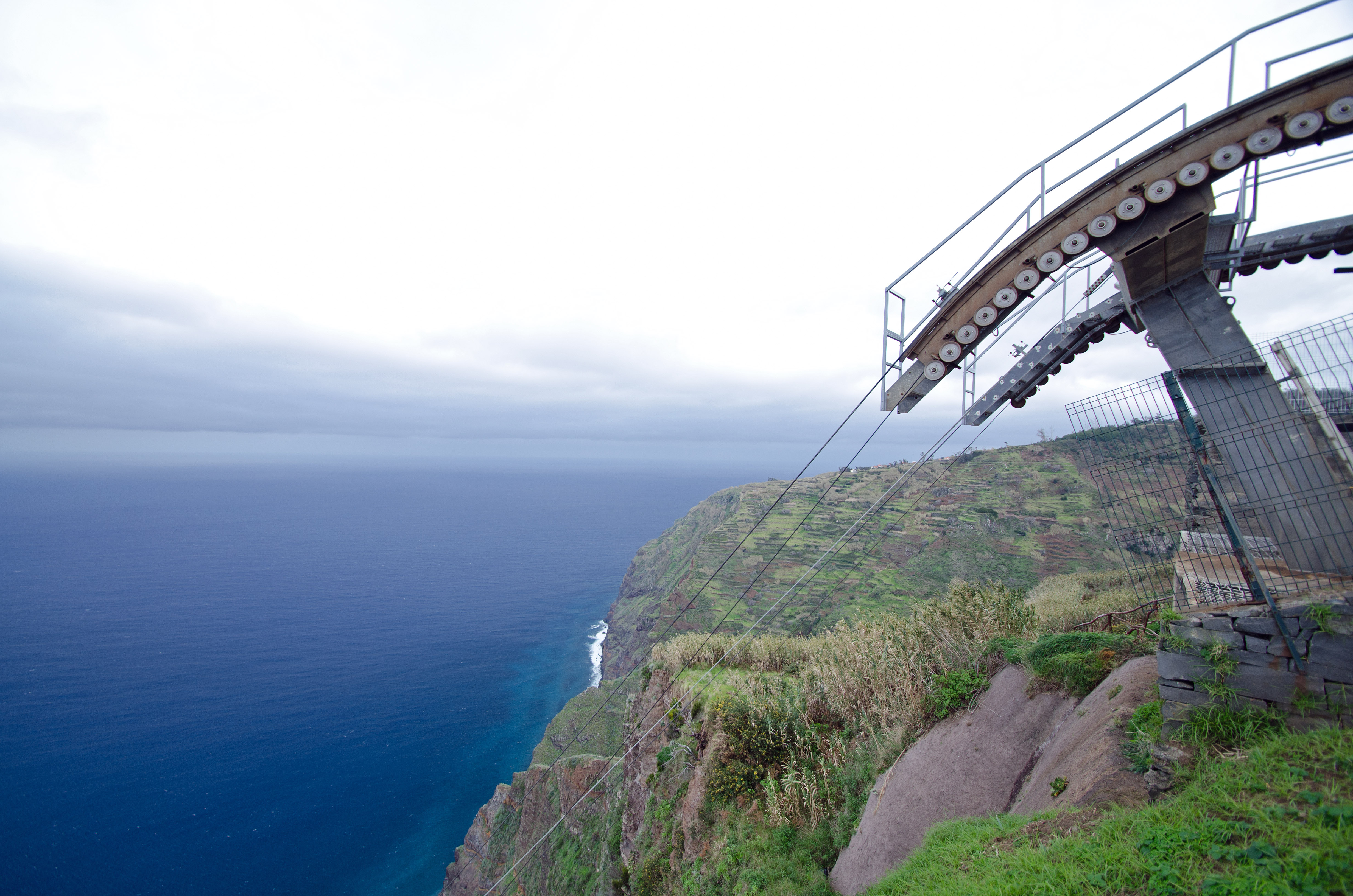
Panorama von der Bergstation